# The New Boy (2023)
The New Boy (dt.: „Der neue Junge“) ist ein australischer Spielfilm von Warwick Thornton aus dem Jahr 2023. Das Historiendrama spielt in den 1940er-Jahren und handelt von einer Nonne, die sich um einen Aborigine-Jungen kümmern muss. Für die Hauptrollen wurden Aswan Reid und Cate Blanchett verpflichtet, die den Film auch mitproduzierte. Das Werk wurde im Mai 2023 beim Filmfestival von Cannes uraufgeführt.

## Handlung
Australien, während des Zweiten Weltkriegs: Ein 9-jähriger Waisenjunge indigener Abstammung findet eines Nachts Aufnahme in einem abgelegenen Kloster im Outback für minderjährige Aborigine-Jungen. Dieses wird von einer abtrünnigen Nonne Schwester Eileen geleitet. Die Anwesenheit des Neuankömmlings beginnt deren fein ausbalancierte Welt durcheinander zu bringen.

## Entstehungsgeschichte

### Drehbuchvorlage

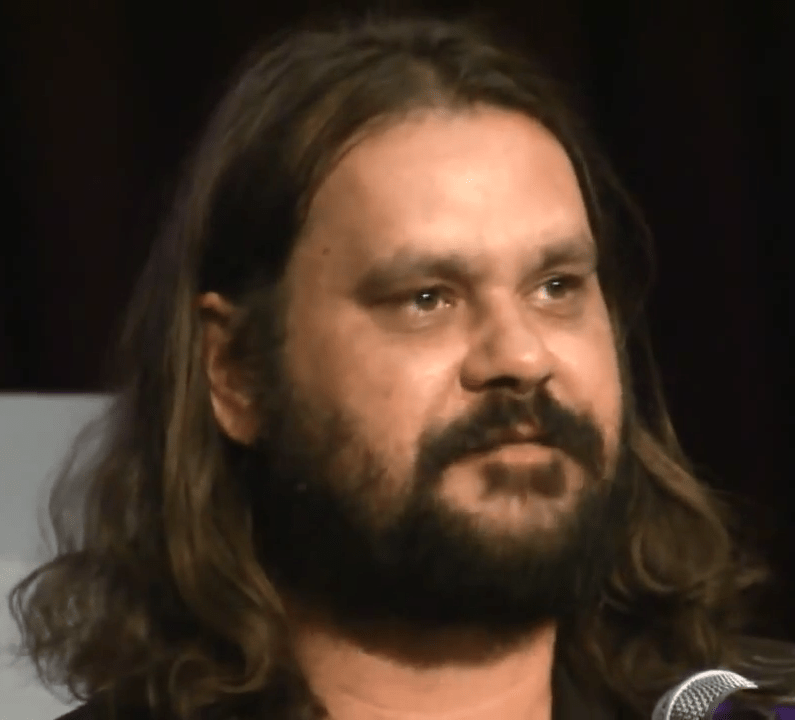
Warwick Thornton (2012), Regisseur und Drehbuchautor von The New Boy

The New Boy ist der vierte Spielfilm von Warwick Thornton, der selbst indigener Abstammung ist und auch das Drehbuch verfasste. Mit der Geschichte um den Jungen hätte er sich bereits längere Zeit beschäftigt. Er habe den ersten Entwurf vor über 20 Jahren geschrieben. Ursprünglich sei die Figur der Nonne als Mönch konzipiert gewesen. Die Qualität des Skripts sei schlecht gewesen und er habe sehr viel Zeit investiert und Entwürfe gebraucht, um es zu verbessern. The New Boy wurde als „Geschichte des spirituellen Kampfes und der Kosten des Überlebens“ beschrieben. Thornton hatte sich bereits in früheren Werken wie Samson & Delilah (2009), Sweet Country (2017) oder Mystery Road – Verschwunden im Outback (2018) dem Alltag der australischen Ureinwohner angenähert. Das Projekt wurde im Februar 2022 öffentlich bekanntgemacht.

### Rollenbesetzung und Produktion

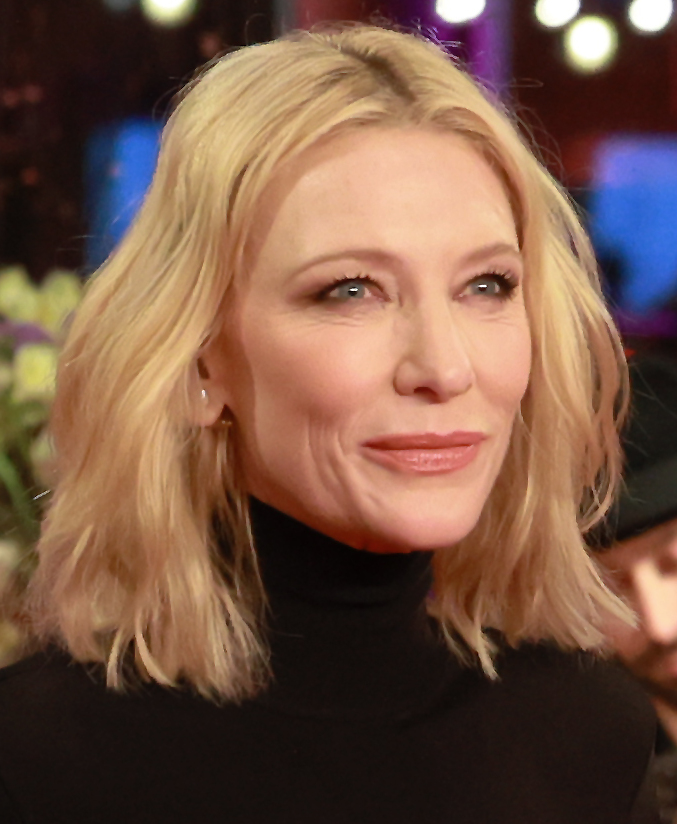
Cate Blanchett war als Hauptdarstellerin und Produzentin an dem Film beteiligt

Für die Hauptrolle der Nonne wurde die australische Schauspielerin Cate Blanchett verpflichtet. Ihre Figur sei „die Art von Nonne, die das Kloster niedergebrannt hätte“, so Thornton. Blanchetts Figur wehre sich und sei jemand, den man sich in einem Waisenhaus gewünscht hätte. Die Schauspielerin hatte kurz vor Beginn der COVID-19-Pandemie mit dem Filmemacher Kontakt aufgenommen und habe selbst lange mit ihm zusammenarbeiten wollen. The New Boy behandle die Überschneidungen zwischen indigener Spiritualität und Christentum, so Blanchett. Als die Pandemie ausbrach, hielten sie über Zoom Kontakt zueinander und tauschten sich circa 50 Mal aus, ohne sich real zu treffen, so Thornton. Sie hätten mehr über Bücher, Musik und reale Figuren gesprochen, als sich über eine geschäftliche Beziehung zu unterhalten. Thornton habe eigenen Angaben zufolge früher „Angst vor großartigen Schauspielern“ gehabt, da er sich bei der Arbeit mit ihnen „wie ein Betrüger“ vorgekommen wäre. Aber dann habe er mit Blanchett gearbeitet und festgestellt, „dass wir alle Betrüger sind“, die sich versuchen „durchzuboxen“. Eine Figur für Blanchett zu kreieren, habe ihm große Freiheiten gegeben und Türen geöffnet. In der Hauptrolle des Jungen agierte der im Kino unerfahrene Nachwuchsdarsteller Aswan Reid. In weiteren Rollen traten die Australierinnen Deborah Mailman und Wayne Blair auf, auch ihres Zeichens indigener Abstammung. Das Schauspielensemble wurde um die Newcomer Shane Brady, Tyrique Brady, Laiken Woolmington, Kailem Miller, Kyle Miller, Tyzailin Roderick und Tyler Spencer ergänzt.
Die Dreharbeiten sollten im Oktober 2022 in South Australia beginnen und endeten Anfang Dezember desselben Jahrs.
Produziert wurde der Film von Hauptdarstellerin Blanchett, ihrem Ehemann Andrew Upton und Georgie Pym mit Hilfe ihrer Gesellschaft Dirty Films. Ebenfalls am Projekt beteiligt war die Produzentin Kath Shelper (Scarlett Pictures). Sie war bereits zuvor an Thorntons Arbeiten Samson & Delilah sowie dem Dokumentarfilm The Dark Side (2013) mitinvolviert gewesen. Finanziell stark unterstützt wurde die Produktion durch das First Nations Department von Screen Australia.

## Veröffentlichung und Rezeption
Die Premiere von The New Boy fand am 19. Mai 2023 bei den Filmfestspielen von Cannes statt, wo der Film die Sektion Un Certain Regard aufgenommen wurde. Mitte April 2023 wurde ein erstes Szenenbild mit den Hauptdarstellern Cate Blanchett und Aswan Reid veröffentlicht.
Von den auf der Website Rotten Tomatoes nach der Premiere aufgeführten über 20 Kritiken sind 69 Prozent positiv („fresh“) und führen zu einer Durchschnittswertung von 6,7 von 10 möglichen Punkten. Das Fazit der Seite lautet, dass The New Boy „mehr abbeiße, als er bequem kauen“ könne. Jedoch verströme „diese berauschende Auseinandersetzung mit Glauben und kulturellen Spannungen [...] eine ätherische Anziehungskraft“. Auf der Website Metacritic erhielt das Werk eine Bewertung von 64 von 100 möglichen Punkten, basierend auf mehr als einem Dutzend ausgewerteten englischsprachigen Kritiken. Dies entspricht allgemein positive Rezensionen („generally favorable“ reviews).
Der Film soll im Verleih von Roadshow Films in Australien und Neuseeland in die Kinos kommen. Die Unternehmen CAA Media Finance und UTA kümmern sich um die Verwertungsrechte in Nordamerika, während The Veterans für den restlichen globalen Markt zuständig ist.

## Auszeichnungen
Mit seiner Aufnahme in die Sektion Un Certain Regard in Cannes war The New Boy unter anderem automatisch für deren Hauptpreis nominiert. Es folgten weitere Einladungen in die Wettbewerbe internationaler Filmfestivals. Im November 2023 gewann Warwick Thornton den Hauptpreis des auf Kameraführung spezialisierten polnischen Festivals Camerimage.
| Festival (Auswahl)              | Kategorie                       | Resultat  | Nominierte       |
| ------------------------------- | ------------------------------- | --------- | ---------------- |
| AACTA International Awards 2024 | Beste Hauptdarstellerin         | Nominiert | Cate Blanchett   |
| ASC Awards 2024                 | Spotlight Award                 | Gewonnen  | Warwick Thornton |
| Camerimage 2023                 | Goldener Frosch – Bester Kamera | Gewonnen  | Warwick Thornton |
| Filmfestival von Cannes 2023    | Un certain regard – Bester Film | Nominiert | Warwick Thornton |
| Filmfestival von Haifa 2023     | Bester internationaler Film     | Nominiert | Warwick Thornton |
| Filmfestival von Sydney 2023    | Bester Film                     | Nominiert | Warwick Thornton |